# De l'aire a l'aire
De l'aire a l'aire és una escultura d'alumini i metall sobre base de fusta, que l'artista lleidatà Leandre Cristòfol elaborà l'any 1933. És una de les obres més emblemàtiques. El 1981 l'artista va fer la donació de De l'aire a l'aire i des de 1982 forma part de la col·lecció del Museu d'Art Jaume Morera de Lleida.
El mateix artista sentia una especial predilecció per aquesta peça, ja que és la primera obra no figurativa que exposà públicament —també va ser el primer cop que es feia a la ciutat de Lleida— i que encetava una de les línies d'investigació de la seva obra escultòrica, potser la que més el significà i el singularitzà en el context espanyol.

## Anàlisi
Cristòfol, que des del 1932 es trobava en un procés de replantejament de la seva obra —segurament estimulat, d'una banda, per les crítiques desfavorables que va rebre en relació al seu treball figuratiu i, d'una altra, per les ànsies renovadores propiciades pel grups d'amics vinculats a la revista Art—, realitza la tardor de 1933 la seva primera exposició individual. Totes les obres presentades corresponien a la seva faceta figurativa, a excepció de Cosa lírica, una diminuta primera versió de la que posteriorment seria anomenada De l'aire a l'aire, que venia a significar un trencament radical amb tota la seva obra anterior i deixava palès el fruit d'una línia d'investigació encetada un any abans per tal de trobar una via pròpia i original de treball.
Segurament, tal com s'ha assenyalat recentment, el fet més significatiu per a comprendre aquest nou rumb en l'obra de Cristòfol, en aquell moment de qüestionament i canvi, és el debat sobre els camins que havia de prendre la renovació de l'escultura que propicien la presentació de l'obra d'Àngel Ferrant a Barcelona, les seves reflexions teòriques, i el suport crític que troba en Sebastià Gasch, un dels crítics fonamentals de l'avantguarda catalana. Ferrant obria el camí de la no figuració, renunciant a les tècniques tradicionals de l'escultura, i proposava l'ús de materials funcionals i industrials, extrets directament del seu entorn, que en deslliurar-se de la seva funció mecànica i ésser reordenats i combinats podien assolir valors purs i sensacions plàstiques properes al lirisme. Ferrant indicava el camí i la funció que havia de complir fonamentalment l'escultura, la funció animadora de l'espai.
Precisament, una sèrie de sis obres de Cristòfol, datades entre 1932 i 1933, testimonien la influència de les idees preconitzades per Ferrant. A partir d'un fet accidental, en caure-li una molla de rellotge, Cristòfol trobà en les formes espontàniament assolides pel metall per la superfície del terra una visió intuïtiva sobre la qual bastir la seva nova concepció escultòrica, sensibilitzat per les observacions de Ferrant. Aquestes peces estan basades precisament en l'exploració de les possibilitats expressives de les corretges de rellotge, i també per les molles de llit; primer sobre un suport pla de fusta i finalment, ja en la peça objecte de comentari, desplegant-se a l'espai, esdevenint la primera veritablement tridimensional, i amb la qual l'escultor aconsegueix dibuixar a l'espai i, per tant, modificar-lo i animar-lo en un sentit clarament ascendent.

## Llista d'exposicions
La llista completa d'exposicions de l'obra és la següent:
- "Encontres amb la Col·lecció 1", Museu d'Art Jaume Morera, Lleida, 2012
- "Lamolla, espejo de una época", Museo Pablo Gargallo, Saragossa, 2011
- "Lamolla, espejo de una época", Torreón de Lozoya, Segòvia, 2011
- "Lamolla, mirall d'una època", Museu d'Art Jaume Morera, 2010
- "Leandre Cristòfol i Jordi Mas", Can Mario. Espai d'Escultura Contemporània de la Fundació Vila Casas, Palafrugell, 2009-2010
- "Leandre Cristòfol. Metamorfosis de la escultura", Ibercaja Patio de la Infanta, Zaragoza, 2009
- "Leandre Cristòfol. De l'aire a l'aire", Museu d'Art Jaume Morera, Lleida, 2008
- "Leandre Cristòfol. Del aire al aire", Museo de Arte Contemporáneo Español Patio Herreriano, Valladolid, 2008
- "Cristòfol. Àlbum de dedicatòries", Museu d'Art Jaume Morera, Lleida, 2002
- "Rumbos paralelos de la escultura española en el siglo XX", Centro Atlántico de Arte Moderno, Las Palmas, 2001-2002
- "Rumbos de la Escultura Española en el siglo XX", Fundació Santander Central Hispano, Madrid, 2001
- "ADLAN i el Circ Frediani. Jocs Icaris", Can Palauet. Patronat Municipal de Mataró., 1997-1998
- "Els artistes del Cercle Maillol. Homenatge a Pierre Deffontaines (1894-1978)", Saló del Tinell, Barcelona, 1994
- "Leandre Cristòfol. Obres 1933-1980", Fundació Joan Miró, Barcelona, 1989
- "El Surrealismo en Catalunya (1924-1936)", Sala Velázquez de Caixa Barcelona, Madrid, 1988
- "Surrealisme a Catalunya 1924-1936. De l'Amic de les Arts al Logicofobisme", Centre d'Art Santa Mònica, Barcelona., 1988
- "Surrealismo en Cataluña 1924-1926. De l'Amic de les Arts al logicofobismo", Sala Velázquez de la Caixa de Barcelona, Madrid., 1988
- "Art o l'avantguarda a Lleida (1933-1934)", Sala Caixa de Pensions, Lleida, 1987
- "Escultura Española. 1900-1936", Palacio de Cristal, Parque del Retiro. Madrid, 1985
- "Cristòfol", Palau de la Paeria, Lleida, 1981
- "Trayectoria plástica", Círculo Catalán, Madrid, 1976
- "Surrealisme a Catalunya 1925-1975", Galeria Dau al Set, Barcelona, 1975
- "Dibuixos, escultures, objectes 1933-1939 de Leandre Cristòfol", Institut d'Estudis Ilerdencs, Lleida, 1975
- "Esculturas", Instituto de Estudios Ilerdenses, Lleida, 1961
- "Esculturas de Leandre Cristòfol", Ateneo Barcelonés, Barcelona, 1960
- "Abstractos", Círculo de Bellas Artes, Lleida, 1959
- "Exposició Cristòfol", Casino Independent, Lleida, 1933